# Championnat d'Irlande de football 1914-1915
Navigation
Édition précédente Édition suivante
Le vingt-cinquième championnat d'Irlande de football se déroule en 1914-1915. C’est le dernier championnat avant l’interruption due à la Première Guerre mondiale. Entre 1915 et 1919 persistera toutefois une compétition à l’échelle de l’Irlande du Nord avec les mêmes clubs, mais celle-ci ne sera pas officielle
Belfast Celtic remporte son deuxième titre de champion d’Irlande, quinze ans après son premier. Le Celtic manque de peu de faire le doublé en étant battu en finale de la Coupe par son ennemi juré, Linfield FC.
Il n’y a pas de système de promotion/relégation organisé cette année. Toutes les équipes participant au championnat sont maintenues quel que soit le résultat.

## Les 8 clubs participants
| Club                         | Ville                 | Stade           | Capacité |
| ---------------------------- | --------------------- | --------------- | -------- |
| Belfast Celtic Football Club | Belfast               | Celtic Park     |          |
| Bohemian Football Club       | Dublin (Phibsborough) | Dalymount Park  |          |
| Cliftonville Football Club   | Belfast               | Solitude        |          |
| Distillery Football Club     | Belfast               | Grosvenor Park  |          |
| Glenavon Football Club       | Lurgan                | Mourneview Park |          |
| Glentoran Football Club      | Belfast               | The Oval        |          |
| Linfield Football Club       | Belfast               | Windsor Park    |          |
| Shelbourne Football Club     | Dublin (Ringsend)     | Havelock Square |          |

## Classement
| Rang | Équipe          | Pts | J  | G  | N | P  | Bp | Bc | Diff |
| ---- | --------------- | --- | -- | -- | - | -- | -- | -- | ---- |
| 1    | Belfast Celtic  | 23  | 14 | 10 | 3 | 1  | 24 | 7  | +17  |
| 2    | Glentoran FC    | 21  | 14 | 9  | 3 | 2  | 27 | 10 | +17  |
| 3    | Linfield FC     | 17  | 14 | 6  | 5 | 3  | 27 | 18 | +9   |
| 4    | Distillery FC   | 15  | 14 | 7  | 1 | 6  | 23 | 16 | +7   |
| 5    | Shelbourne FC   | 15  | 14 | 6  | 3 | 5  | 17 | 12 | +5   |
| 6    | Glenavon FC     | 11  | 14 | 3  | 5 | 6  | 24 | 28 | -4   |
| 7    | Cliftonville FC | 9   | 14 | 4  | 1 | 9  | 13 | 29 | -16  |
| 8    | Bohemian FC     | 1   | 14 | 0  | 1 | 13 | 10 | 45 | -35  |

|  | Champion d'Irlande |
|  | Relégation         |

## Bilan de la saison
| Tableau d'Honneur                 |                |
| Compétition                       | Vainqueur      |
| Championnat d'Irlande de football | Belfast Celtic |
| Coupe d'Irlande de football       | Linfield FC    |

| Promotions et relégations |       |
| Relégués                  | Aucun |
| Promus                    | Aucun |